# Pellucidar
 (janvier 2023).
- Si vous ne connaissez pas le sujet, laissez ce bandeau (vous pouvez alors contacter les auteurs).
- Si vous supprimez le contenu mis en cause (vous pouvez préalablement contacter les auteurs),

argumentez précisément cette suppression dans la page de discussion
(un manque de référence n'est pas un argument ; une recherche réelle de référence doit avoir été effectuée, être formellement documentée).
 (janvier 2023).
Si vous disposez d'ouvrages ou d'articles de référence ou si vous connaissez des sites web de qualité traitant du thème abordé ici, merci de compléter l'article en donnant les références utiles à sa vérifiabilité et en les liant à la section « Notes et références ».

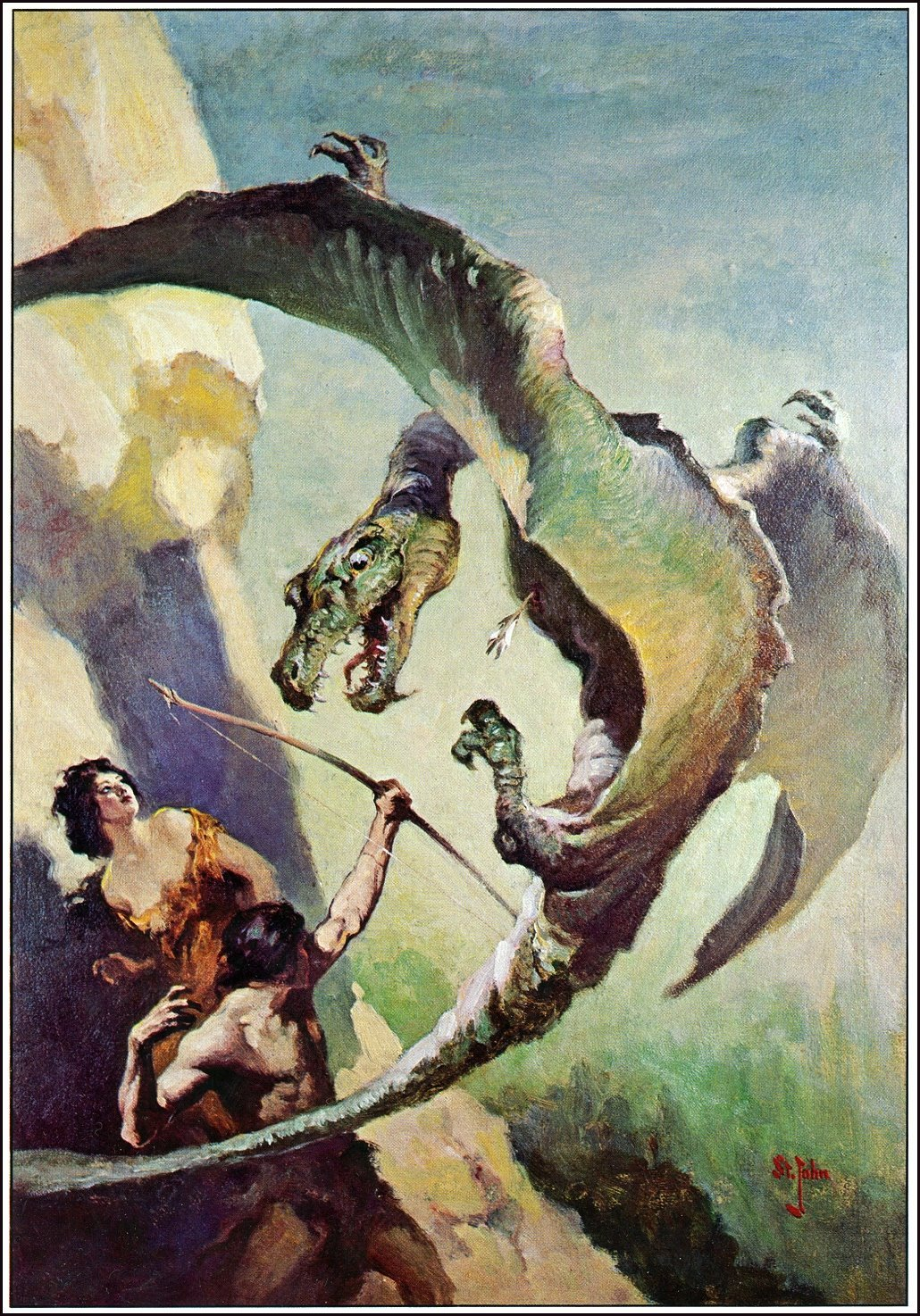
Illustration de 1922 pour Au cœur de la Terre.

Le Cycle de Pellucidar fait partie des œuvres d'Edgar Rice Burroughs.
Il est bâti sur l'idée que la Terre pourrait être « creuse », le noyau central constituant le soleil d'un monde où l'horizon n'existe pas.
Cette 'partie' n'ayant pas évolué depuis des temps immémoriaux s'est figée quelque part dans la préhistoire, avec quelques apports cycliques permettant de faire cohabiter des 'âges' différents (des ptérodactyles  du Secondaire aux corsaires fin XVIIIe siècle).
Cela permet à l'auteur de revisiter un certain nombre de mythes, y compris les siens propres, car on retrouve - par exemple - Tarzan, dans l'un des opus.
Les populations autochtones, vêtues de peaux de bêtes, vivent dans des conditions très archaïques. Chacun possède un sens de l'orientation inné qui lui permet de toujours savoir exactement où il se trouve, et donc de ne jamais perdre son chemin.

## Romans
Le cycle se compose de 7 volumes (six romans et un recueil de nouvelles) parus entre 1914 et 1944 :
01.Au cœur de la Terre (At the Earth's Core), 1914
- Au cœur de la Terre, Édition spéciale (1971)
- Au cœur de la Terre, in Le cycle de Pellucidar 1, Lefrancq (1996)
- Au cœur de la Terre, PRNG Edition (2017)

02. Pellucidar, 1915
- Pellucidar, " Le Journal de Mickey ", n° 177 à 202 (1938)
- Pellucidar, " Story ", n° 146 à 169 (1948)
- Pellucidar, OPTA (1966)
- L'empire de David Innes, Édition Spéciale (1971)
- L'empire de David Innes, Temps Futurs (1982)
- L'empire de David Innes, in Le cycle de Pellucidar 1, Lefrancq (1996)
- L'empire de David Innes, PRNG Editions (2017)

03. Tanar de Pellucidar (Tanar of Pellucidar), 1929
- Tanar de Pellucidar, OPTA (1967)
- Tanar de Pellucidar, Temps Futurs (1982)
- Tanar de Pellucidar, in Le cycle de Pellucidar 1, Lefrancq (1996)
- Tanar de Pellucidar, PRNG Editions (2017)

04.Tarzan au cœur de la Terre (Tarzan at the Earth's Core), 1929-1930
- Tarzan au cœur de la Terre, in Le cycle de Pellucidar 2, Lefrancq (1997)
- Tarzan au cœur de la Terre, PRNG Editions (2017)

05.Retour à l'âge de pierre (Back to the stone age), 1937
- Retour à l'âge de pierre, OPTA (1969)
- Retour à l'âge de pierre, Temps Futurs (1983)
- Retour à l'âge de pierre, in Le cycle de Pellucidar 2, Lefrancq (1997)

06.Terre d'épouvante (Land of Terror), 1940
- Terre d'épouvante, OPTA (1969)
- Terre d'épouvante, Temps Futurs (1983)
- Terre d'épouvante, in Le cycle de Pellucidar 2, Lefrancq (1997)

07.Return to Pellucidar, 1942 (Nouvelle recueillie dans 11 - Savage Pellucidar)
08.Men of the Bronze Age, 1942 (Nouvelle recueillie dans 11 - Savage Pellucidar)
09.Tiger Girl, 1942 (Nouvelle recueillie dans 11 - Savage Pellucidar)
10.Savage Pellucidar, 1963 (Nouvelle recueillie dans 11 - Savage Pellucidar)
11.Sauvage Pellucidar (Savage Pellucidar) (recueil de nouvelles, 1963)
- Sauvage Pellucidar, Temps Futurs (1983)
- Sauvage Pellucidar, in Le cycle de Pellucidar 3, Lefrancq (1997)

## Continent
Nota : référence pour l'ensemble de la section, sauf mention contraire.
Selon le concept de Burroughs établi dans le cycle, la Terre est une sphère creuse et le continent de Pellucidar est situé à l'intérieur. Ce sont le prospecteur David Innes et son compagnon, l'inventeur Abner Perry, qui l'ont découvert accidentellement en testant un excavateur spécial, la taupe d'acier, qui devait leur permettre de découvrir de nouveaux minerais plus en profondeur. Ils se sont aperçus trop tard que l'appareil ne pouvait pas être tourné et ont continué à creuser à l'intérieur de la planète jusqu'à ce qu'ils aboutissent sur Pellucidar.
Dans le quatrième roman, Tarzan au cœur de la Terre, Jason Gridley découvre un autre moyen d'y accéder. Il s'agit d'une ouverture située à proximité du pôle Nord. C'est également par là que les ancêtres des Korsars, les pirates de Pellucidar, ont pénétré il y a quelques centaines d'années. Une théorie de David Innes et d'Abner Perry affirme qu'il y a aussi une ouverture au pôle Sud mais elle n'est prouvée dans aucun des romans.
La surface de Pellucidar est concave, ce qui fait qu'il n'y a pas d'horizon. L'atmosphère y est plus dense qu'à la surface de la planète. Les nuages sont rares mais, dès qu'ils apparaissent, ils sont synonymes de danger car ils occasionnent de véritables ouragans.
Le soleil de Pellucidar est situé exactement au centre du ciel et ne bouge pas, ce qui fait qu'il n'y a jamais de nuit sur le continent. Ce soleil, qui correspond au noyau terrestre, a une lune qui, elle aussi, ne bouge jamais. Une petite partie du continent est assombrie par ce satellite. Les Pellucidariens l'appellent le Pays de l'Ombre Sinistre.
Selon les calculs établis par Abner Perry, la superficie des océans est de 41 370 000 km2 et celui de la terre ferme de 124 110 000 km2. L'épaisseur de la croûte terrestre est d'environ 500 milles (800 kilomètres). L'ouverture polaire de Pellucidar est situé à 85° de latitude nord et 170° de longitude est.
Pellucidar est habité par des animaux préhistoriques et par des peuples primitifs, humains et non humains (les Mahars, les Horibs, les Sagoths, les Gorbus, etc). Tous ces peuples ont l'instinct et la capacité de trouver leur chemin et retourner chez eux, où qu'ils soient sur Pellucidar et quelle que soit la distance qui les en sépare.

## Peuples

### Humains
- Sari, Amoz, Kali et Suvi : Ce sont les peuples fédérés de l'empire de David Innes. Celui-ci a fait de Sari sa capitale. Sa femme Diane est originaire d'Amoz.
- Les Mézops : Ce peuple insulaire de guerriers et de pêcheurs appartient également à la fédération. Ils habitent l'île d'Anoroc et leur roi, Ja, a été le premier grand ami pellucidarien de David.
- Thuria : Les Thuriens habitent le Pays de l'Ombre Sinistre et ont des liens d'amitié avec la fédération. Ils chassent le diplodocus dans la plaine de Lidi et s'en servent comme montures.
- Les Amiocapiens : Peuple insulaire d'où est originaire Stellara (Tanar de Pellucidar).
- Les Himiens : Ils habitent l'île de Hime, voisine d'Amiocap, et sont reconnus comme un peuple querelleur.
- Les Korsars : Ils ne sont pas originaires de Pellucidar. Leurs ancêtres, des corsaires, ont pénétré par l'ouverture polaire à la fin du XVIIe siècle et, incapables de revenir en arrière, se sont installés sur une des côtes du continent. Ils n'ont guère évolué depuis. Avec leurs vaisseaux et armés de mousquets et d'arquebuses, ils organisent des raids de pillage et d'enlèvements chez les peuples pellucidariens voisins.
- Clovi et Zoram : Ces montagnards habitent les monts Thipdars dans le voisinage duquel le dirigeable de Tarzan s'est échoué (Tarzan au cœur de la Terre). Les femmes de Zoram sont considérées comme les plus belles de Pellucidar.
- Les Phéliens : ils habitent les marécages contigus aux monts Thipdars où ils font fréquemment des raids dans le but de kidnapper des femmes montagnardes.
- Lo-har : peuple d'où est originaire La-ja, fiancée du lieutenant Von Horst (Retour à l'âge de pierre). Celui-ci décide d'y vivre avec sa nouvelle femme.
- Les Hommes-mammouths : Ils apprivoisent des mammouths dont ils se servent comme montures. Ils capturent des hommes et des femmes des tribus voisines pour les faire lutter contre des smilodons et des mammouths à l'intérieur d'un canyon fermé.
- Les Peuples des îles flottantes : ces pêcheurs habitent des îles dont le sol est fait de racines tellement entrelacés qu'elles forment une surface sur laquelle on peut marcher. Ces îles dérivent selon les marées et les vagues.
- Oog et Julok : Ces villages sont habités par des femmes guerrières dont les montures sont des phorusrhacos. Elles capturent des hommes pour en faire des esclaves et assurer éventuellement leur descendance.
- Tandor : Les habitants de cette île ont apprivoisé des tigres à dents de sabre et s'en servent pour chasser et pour garder leurs esclaves.
- Tanga tanga et Lolo lolo : ce sont des villes dont les peuples ont atteint le stade de l'âge du bronze. Elles sont situées sur les terres inexplorées de l'autre côté du détroit de Sojar.

### Non humains
- Les Mahars : il s'agit du peuple dominateur de Pellucidar au moment où David Innes découvre le continent. C'est une race reptilienne du type des Reptiles humanoïdes descendant des anciens rhamphorhynchus de l'ère jurassique, qui a toujours la capacité de voler. Innes découvre plus tard que ce peuple est seulement composé de femelles qui ont acquis le pouvoir de se reproduire elles-mêmes par un procédé chimique. Elles vivent dans des cités souterraines et leurs esclaves sont des humains qui leur servent éventuellement de nourriture.
- Les Sagoths : mi-gorilles mi-humains, ce sont les serviteurs des Mahars. Ils les fournissent en esclaves en capturant des humains dans les différentes contrées du continent.
- Les Coriopis : petits êtres hideux, ils habitent l'île d'Amiocap où ils vivent dans un dédale de grottes et de tunnels en dessous de la terre. Ils capturent des humains pour les dévorer.
- Les Horibs : mi-humains mi-reptiles, ils ont des têtes de serpents avec de petites cornes et chevauchent des lézards géants. Ils vivent dans une grotte en dessous d'une rivière et se nourrissent d'êtres humains.
- Les Gorbus : ils ont la peau très blanche et des yeux rouges. Cannibales, ils vivent en dessous de la Forêt de la Mort. Ils semblent être la réincarnation d'anciens assassins.
- Les Azariens : peuple de géants cannibales.
- Les Ganaks : ils sont surnommés les Hommes-bisons car ils ont de petites cornes de chaque côté de la tête et leur museau rappelle assez cet animal. De plus, ils meuglent comme des buffles lorsqu'ils sont en colère. Ils capturent des humains pour en faire des esclaves.
- Les Jukans : ce peuple est un des seuls à faire des sacrifices à un dieu unique. Leurs pupilles sont petites, leurs lèvres flasques sont éternellement ouvertes. Ils ont un caractère instable, se mettant en colère pour des riens et oubliant tout la minute d'après.
- Les Hommes-machérodes : cannibales, ils habitent près de Kali à l'intérieur du cône d'un volcan. Ils ont la peau noire et leurs canines sont proéminentes, rappelant celles des smilodons.

## Principaux personnages
- David Innes : originaire de Hartford, Connecticut, et ami d'Abner Perry, c'est avec lui qu'il découvre Pellucidar en testant l'excavateur spécial que Perry a inventé. Il aide les peuples de Pellucidar à se défaire de l'emprise des Mahars et fonde une fédération de peuples de l'âge de la pierre sur laquelle il règne en empereur.
- Abner Perry : ami de David Innes et inventeur de la taupe d'acier, qui lui permet de découvrir Pellucidar. Par la suite, il seconde Innes du mieux qu'il le peut dans l'administration de son empire.
- Diane la Magnifique : elle est la fille d'un ancien roi d'Amoz et la nièce de Ghak le Chevelu. David Innes en tombe amoureux et en fait son épouse.
- Ghak le Chevelu : roi de Sari, père de Tanar et oncle de Diane. C'est le premier Pellucidarien à devenir l'ami de David Innes, qui en fait le commandant de son armée de terre.
- Hooja le Rusé : soupirant de Diane et ennemi juré de David Innes, il va jusqu'à s'allier aux Mahars pour arriver à ses fins.
- Ja: Roi d'Anoroc, il règne sur les Mézops, un peuple de pêcheurs. Il est un loyal ami de David Innes et devient le commandant de sa flotte.
- Jason Gridley : Diplômé de Stanford, c'est en faisant des expériences de radio qu'il prend connaissance d'un appel à l'aide d'Abner Perry, annonçant que David Innes est prisonnier des Korsars. Il organise alors une expédition de secours au cours de laquelle il rencontre et tombe amoureux de Jana, la Fleur rouge de Zoram.
- Tanar: Fils de Ghak, roi de Sari. Il est fait prisonnier par les Korsars et s'évade avec Stellara. Il en tombe amoureux et l'épouse en revenant à Sari.
- Le Cid: chef des Korsars, il se croit le père de Stellara.
- Stellara : fille d'un roi de l'île d'Amiocap, sa mère est capturée par les Korsars alors qu'elle est enceinte d'elle. Le Cid croit qu'il est son père. Par la suite, elle aide Tanar à s'évader et retrouve son véritable père. Elle suit Tanar à Sari et l'épouse.
- Wilhelm von Horst : D'un père allemand et d'une mère américaine, il fait partie de l'expédition de secours de Jason Gridley, mais en est séparé accidentellement. Perdu dans Pellucidar, il y connaît plusieurs aventures qu'il partage avec La-ja, une femme préhistorique qui devient plus tard son épouse. Il décide de ne plus retourner à la surface de la Terre et vit avec sa femme à Pellucidar.
- Tarzan : Chef de l'expédition de Jason Gridley.
- Tar-gash : Ce Sagoth sauve un jour la vie de Tarzan et devient son ami.
- Jana: elle est surnommée la Fleur rouge de Zoram. Cette belle sauvageonne tombe amoureuse de Jason Gridley mais elle a parfois de curieuses façons de le lui montrer. Elle consent finalement à l'épouser et à l'accompagner à la surface de la Terre, mais on ne sait trop comment elle finit par s'y adapter.
- Thoar : frère de Jana, il devient l'ami de Tarzan et de Jason Gridley.
- Dangar : guerrier de Sari, il partage quelques-unes des aventures de von Horst à Pellucidar.
- La-ja : fille du chef de Lo-har, von Horst la délivre de l'esclavage à Basti. Les deux personnages finissent par s'épouser.
- Thorek : homme-mammouth, ami de von Horst.
- Frug et Skruf : Frug est le chef de Basti et Skruf l'un de ses hommes. Ce sont des personnages plutôt sournois qui ne pardonnent pas à von Horst d'avoir organisé une révolte de leurs esclaves.
- Mamth : chef des hommes-mammouths.
- Zor : Guerrier de Zoram, il participe aux aventures de David Innes dans Terre d'épouvante.
- Kleeto : fille de la tribu de Suvi, prisonnière des Jukans, David et Zor l'aident à s'évader. Elle devient éventuellement la femme de Zor.
- Meeza: roi des Jukans.
- Hodon le Véloce: Guerrier de Sari, il est reconnu comme un grand coureur et sert souvent de messager. Il tombe amoureux de O-aa (Sauvage Pellucidar) et l'aide souvent à se tirer de mauvais pas.
- O-aa : fille de Oose, roi de Kali. Belle, intelligente. mais fantasque, elle a l'habitude de menacer ses ennemis de la vengeance de ses frères (3, 5, 7 ou 12 selon l'inspiration du moment), et cela marche quelquefois. Elle connaît plusieurs aventures et devient par la suite l'épouse de Hodon.

## Animaux
Le nom de l'animal est d'abord donné en langage pellucidarien.
- Azdéryth : ichthyosaurus.
- Codon : loup préhistorique.
- Dyal : phorusrhacos.
- Dyrodon : stegosaurus.
- Dyryth : megatherium.
- Fourmis géantes : Elles mesurent 6 mètres de long et emmènent entre autres des humains comme nourriture à leur reine.
- Fourmilier géant : Gros comme un éléphant, il semble être le seul animal à s'attaquer efficacement aux fourmis géantes.
- Gyor : stegosaurus.
- Jalok : hyaenodon.
- Lidi : diplodocus.
- Maj :mastodonte.
- Rats : Ceux qui vivent dans les cachots des Korsars ont la taille d'un grand chien.
- Ryth : ours préhistorique.
- Sadok : rhinocéros laineux.
- Taho : lion préhistorique.
- Tandor : mammouth.
- Tandoraz : plesiosaurus.
- Tarag : tigre à dents de sabre.
- Thag : auroch.
- Thipdar : pteranodon (que Burroughs confond parfois avec un ptérodactyle).
- Trodon : Gigantesque kangourou ailé à tête de reptile qui paralyse ses victimes en les piquant avec un dard empoisonné pour les emmener à son nid où elles serviront de nourriture à sa progéniture.
- Tylosaurus.
- Zarith : tyrannosaurus.